# Mutations (film, 1988)
Pour plus de détails, voir Fiche technique et Distribution.
Mutations (Slugs, muerte viscosa) est un film d'épouvante espagnol écrit et réalisé en 1988 par Juan Piquer Simón, d'après un roman de Shawn Hutson

## Synopsis
Dans une petite ville des États-Unis apparaissent soudain des limaces géantes et carnivores qui attaquent mortellement les humains. Mike Brady, responsable des services sanitaires de la ville devra lutter contre le scepticisme des autorités locales afin d'éradiquer le fléau.

## Fiche technique
- Titre original : Slugs, muerte viscosa
- Titre français : Mutations
- Réalisation : Juan Piquer Simón
- Scénario : José Antonio Escrivá, Ron Gantman
- Production : Francesca DeLaurentiis, José Antonio Escrivá, Juan Piquer Simón et Silvana Mangano (non créditée)
- Photographie : Julio Bragado
- Effets spéciaux : Basilio Cortijo
- Durée : 92 minutes
- Dates de sortie :
  -  États-Unis : 5 février 1988

## Distribution
- Michael Garfield (VF : Gérard Berner) : Mike Brady
- Kim Terry (VF : Nathalie Régnier) : Kim Brady
- Philip MacHale (VF : Jean-Claude Montalban) : Don Palmer
- Alicia Moro (VF : Isabelle Ganz) : Maureen Watson
- Santiago Álvarez : John Foley
- Concha Cuetos : Maria Palmer
- John Battaglia (VF : Jacques Richard) : Sheriff Reese
- Emilio Linder : David Watson
- Kris Mann (VF : Philippe Vincent) : Bobby Talbot
- Kari Rose (VF : Dorothée Jemma) : Donna Moss
- Glen Greenberg (VF : Mathias Kozlowski) : Danny Palmer
- Manuel de Blas : Eaton
- Andy Alsup : Officier Dobbs
- Stan Schwartz : Ron Bell
- Frank Braña (VF : Yves Barsacq) : Frank Phillips
- Juan Maján (VF : Yves Barsacq) : Harold Morris
- Lucía Prado : Jean Morris
- Patty Shepard : Sue Channing